# Jürgen Schmidt (Schauspieler)
Jürgen Schmidt (* 30. April 1938 in Bochum; † 15. November 2004 in München) war ein deutscher Schauspieler.
Schmidt feierte zunächst Theatererfolge in Hannover als Mephisto in Goethes Faust. Auch am Staatstheater Kassel brillierte er in Hauptrollen, z. B. als Graf Almaviva in "Der tollste Tag" von Peter Turrini (Schauspiel-Version von "Figaros Hochzeit"). Er spielte in der Vorabendserie Einsatz für Lohbeck einen Kriminal-Kommissar und hatte Rollen in weiteren bekannten Krimiserien. Einem großen Publikum wurde Schmidt auch als Kommissar Holm Diekmann in der Krimiserie Polizeiruf 110 bekannt, in der er bis 2002 mitwirkte.
Schmidt war mit der Schauspielerin Loni von Friedl verheiratet. Aus einer früheren Beziehung mit der Schauspielerin Rosemarie Schubert stammt seine Tochter Katharina Schubert. Er starb an Leukämie.

## Filmografie (Auswahl)
- 1969: Der Fall Liebknecht-Luxemburg (Fernseh-Zweiteiler)
- 1971–1996: Tatort (Fernsehreihe)
  - 1971: Exklusiv!
  - 1981: Katz und Mäuse
  - 1981: Slalom
  - 1992: Der Mörder und der Prinz
  - 1996: Schlaflose Nächte
  - 1996: Freitagsmörder
- 1983–1997: Der Alte (10 Episoden, versch. Rollen)
- 1984: Gesichter des Schattens
- 1984–1996: Ein Fall für Zwei
  - 1984: Morgengrauen
  - 1984: Die verlorene Nacht
  - 1987: Wertloses Alibi
  - 1996: Richtermord
- 1985: Polizeiinspektion 1 – Zwei Furchen auf dem Sonnenberg
- 1987–1999: SOKO München (3 Episoden, vers. Rollen)
- 1987: Die Schwarzwaldklinik – Steinschlag
- 1988: Derrick – Eine Reihe von schönen Tagen
- 1990: Kartoffeln mit Stippe (Fernsehfilm)
- 1992: Derrick – Tage des Zorns
- 1993: Grüß Gott, Genosse (TV)
- 1994–1995: Einsatz für Lohbeck
- 1995. Derrick – Derricks Toter Freund
- 1997: Rosamunde Pilcher – Wind der Hoffnung
- 1999: Unser Lehrer Doktor Specht (3 Episoden)
- 1999: Downhill City
- 1999: Die Spesenritter
- 2000–2002: Polizeiruf 110 als Kommissar Holm Diekmann
  - Die Macht und ihr Preis
  - Seestück mit Mädchen
  - Die Frau des Fleischers
  - Memory
  - Vom Himmel gefallen
- 2000: Der Bulle von Tölz: Schöne, heile Welt
- 2000: T.E.A.M. Berlin – Der Kreuzzug
- 2000: Großstadtrevier – Der Partner